# Битка код Монтебела (1800)
Битка код Монтебела вођена је 9. јуна 1800. године током Француских револуционарних ратова између француске и аустријске војске. Завршена је француском победом.

## Битка
После Наполеоновог неочекиваног преласка Алпа, командант аустријске војске у Италији, генерал Мелас, прикупио је главне снаге у рејону Алесандрије, а део снага под генералом Карлом Отом упутио преко Вогере ка превоју Колине ди Страдела да омогући одступницу главним снагама. Када је сазнао да је От у рејону Кастеђа и Монтебела, Бонапарта је одлучио да туче раздвојене аустријске снаге. Претходница Лановог корпуса, потисла је 9. јуна Отову предстражу на главни положај код Кастеђа, али су је после поетних успеха свеже Отове снаге приморале на повлачење. Но, правоверном интервенцијом једне дивизије које је Лан у критичном тренутку упутио у помоћ (око 15 часова), Аустријанци су поново одбачени на висове Монтебела, а остале снаге генерала Лана, после петочасовних борби, заузеле су Кастеђо. Док су прикупљене Отове јединице код Монтебела поново потискивале Французе, на бојиште је стигао Наполеон Бонапарта и упутио у напад 6 батаљона из резерве под Викторовом командом. Отове трупе се под тако јаким притиском повлаче према Вогери и Тортони и остављају око 3000 погинулих и 5000 заробљених. Бој код Монтебела био је увод за битку код Маренга.